# Regionalne Centrum Informatyki Kraków
Regionalne Centrum Informatyki Kraków im. płk. Ignacego Junosza-Drewnowskiego – oddział wojsk łączności i informatyki podlegający Dowódcy Komponentu Wojsk Obrony Cyberprzestrzeni.

## Historia i tradycje
Regionalne Centrum Informatyki Kraków swoją działalność rozpoczęło 1 stycznia 2018 r. na podstawie Decyzji Nr 1/Org./ISI Ministra Obrony Narodowej z dnia 31 sierpnia 2017 roku. Jednostkę utworzono na bazie przeformowanego Zespołu Zarządzania Wsparciem Teleinformatycznym w Krakowie oraz rozformowanych:
- 3. Rejonu Wsparcia Teleinformatycznego Sił Powietrznych w Krakowie,
- Regionu Wsparcia Teleinformatycznego w Krakowie.

Do 30 czerwca 2019 roku RCI Kraków podporządkowane było Szefowi Inspektoratu Informatyki, a od 1 lipca 2019 roku pod Narodowe Centrum Bezpieczeństwa Cyberprzestrzeni, a obecnie pod Dowódcę Komponentu Wojsk Obrony Cyberprzestrzeni z siedzibą w Warszawie.
Decyzją Nr 123/MON Ministra Obrony Narodowej z dnia 9 sierpnia 2019 r. wprowadzono odznakę pamiątkową oraz oznakę rozpoznawczą
Regionalnego Centrum Informatyki Kraków.
Na podstawie Decyzji Ministra Obrony Narodowej Nr 66/MON z dnia 14 maja 2021 r. Regionalne Centrum Informatyki Kraków:
- przejmuje i z honorem kultywuje dziedzictwo tradycji:
  - 5. Batalionu Telegraficznego (1919-1939);
  - 3. Rejonu Wsparcia Teleinformatycznego Sił Powietrznych (2007-2017);
  - Zespołu Zarządzania Wsparciem Teleinformatycznym (2011-2017);
  - Regionu Wsparcia Teleinformatycznego w Krakowie (2011-2017).
- otrzymuje imię płk. Ignacego Junosza-Drewnowskiego.
- obchodzi swoje doroczne święto w dniu 8 sierpnia[3].

Insygnia
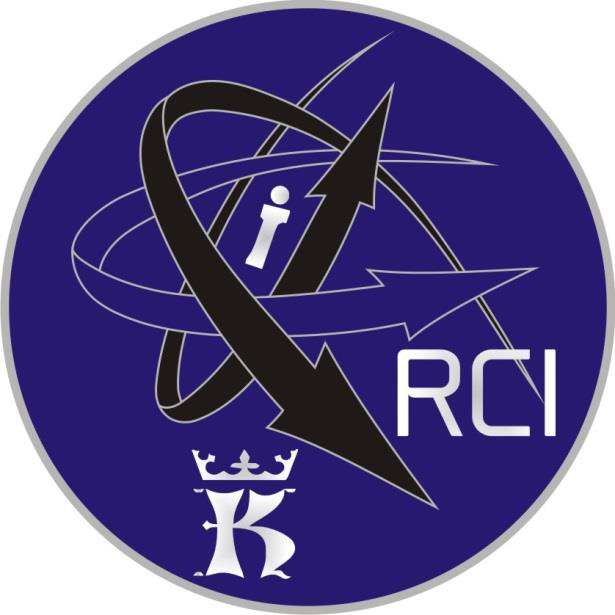
Oznaka rozpoznawcza na mundur wyjściowy
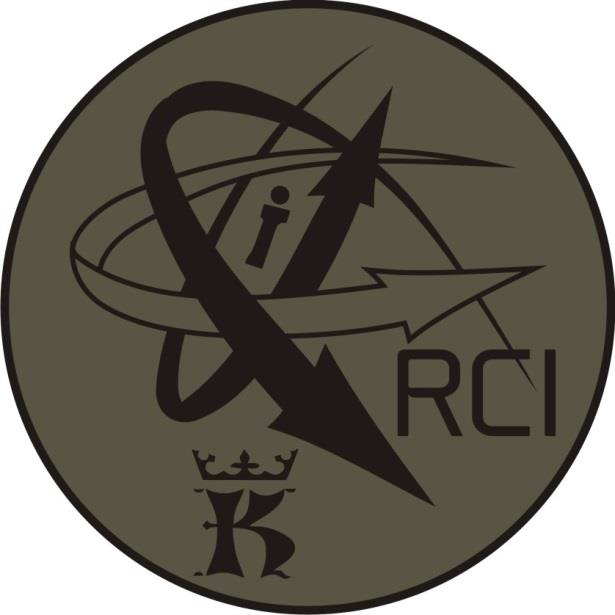
Oznaka rozpoznawcza na mundur polowy

## Zadania
Regionalne Centrum Informatyki Kraków jest jednostką wojskową podporządkowaną Dowódcy Komponentu Wojsk Obrony Cyberprzestrzeni i przeznaczoną do zapewnienia wsparcia teleinformatycznego dla potrzeb kierowania, dowodzenia i współdziałania Sił Zbrojnych RP w czasie pokoju, stanów kryzysowych i wojny, poprzez utrzymanie stacjonarnych systemów teleinformatycznych, w tym systemów transmisyjnych, komutacyjnych, sieci transmisji danych, łączności radiowej, radioliniowej, satelitarnej oraz systemów informatycznych, systemów bezpieczeństwa oraz wojskowej poczty polowej, w przydzielonym regionie odpowiedzialności, zapewniając ciągłość ich działania i jakość świadczonych usług. Obszarem działania RCI Kraków są województwa: małopolskie, śląskie, łódzkie, mazowieckie, świętokrzyskie, lubelskie i podkarpackie.

## Struktura
- Komenda
- Sekcja Komunikacji Społecznej
- Wydział Sieci Teleinformatycznych
- Wydział Informatycznych Systemów Zarządzania Wiedzą
- Wydział Informatycznych Systemów Zarządzania Zasobami
- Wydział Informatycznych Systemów Wsparcia Dowodzenia
- Wydział Systemów Bezpieczeństwa Teleinformatycznego i Ochrony Informacji Niejawnych
- Sekcja Zabezpieczenia Funkcjonowania Systemów Teleinformatycznych
- Sekcja Ogólna
- Sekcja Monitorowania Systemów Teleinformatycznych
- Rejon Wsparcia Teleinformatycznego Balice
- Rejon Wsparcia Teleinformatycznego Lublin[5]

## Komendanci
- płk Krzysztof Dudek (2018-obecnie)